# Monique Nsanzabaganwa
Monique Nsanzabaganwa, née en 1971, est une économiste, une femme politique et une diplomate rwandaise, qui  occupe le poste de vice-présidente de la Commission de l'Union africaine de février 2021 à février 2025. Auparavant, entre 2011 et 2021, elle a été gouverneure adjointe de la Banque nationale du Rwanda. Elle a également été ministre à plusieurs reprises.

## Biographie

### Formation
Monique Nsanzabaganwa naît au Rwanda en 1971, et fréquente des écoles rwandaises avant de faire des études universitaires. Elle est titulaire d'une licence en économie de l'université nationale du Rwanda puis étudie à l'université de Stellenbosch, en Afrique du Sud, où elle obtient une maîtrise en économie, suivie d'un doctorat en économie.

### Carrière politique
Après ses études supérieures, Monique Nsanzabaganwa retourne au Rwanda et travaille comme professeur d'économie à l'université nationale du Rwanda, de 1999 à 2003. Entre 2003 et 2008, elle est ministre d'État chargée de la planification économique au sein du ministère rwandais des finances et de la planification économique. De 2008 à 2011, elle est ministre du commerce et de l'industrie au sein du cabinet rwandais,.
En tant que ministre d'État chargée de la planification économique, Monique Nsanzabaganwa est reconnue pour avoir créé un système statistique et de planification plus solide au niveau national et local. Elle est à l'origine de la création de l'Institut national de la statistique du Rwanda. On lui attribue également la direction des efforts visant à mettre en place le cadre juridique et les lignes directrices de la politique de microfinance au Rwanda.
Entre 2011 et 2021, elle est gouverneure adjointe de la Banque nationale du Rwanda,. Elle devient également  présidente du conseil d'administration de l'Institut national de la statistique du Rwanda depuis 2012.
En 2021, elle est élue au poste de vice-présidente de la Commission de l'Union africaine à compter du 6 février,,,. Le 15 février 2025 son mandat prend fin, elle est remplacée par l'Algérienne Selma Malika Haddadi.

## Autres engagements
Monique Nsanzabaganwa préside également la section rwandaise de New Faces, New Voices, un groupe de pression panafricain qui se concentre sur l'élargissement du rôle et de l'influence des femmes dans le secteur financier.